# Tempel von Kordin

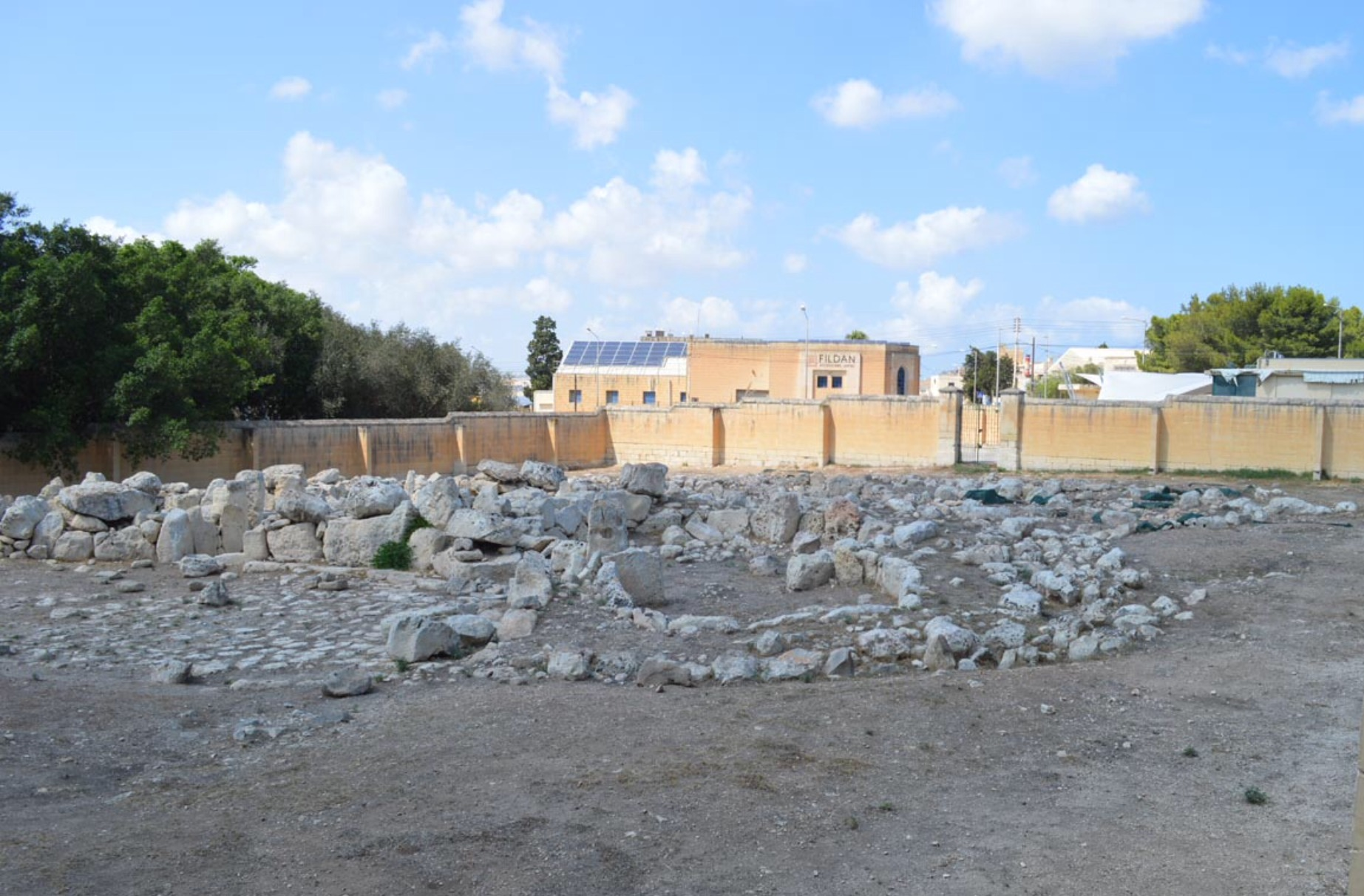
Kordin III

Die Tempel von Kordin liegen in dicht besiedeltem Gebiet östlich der Südseite des Grand Harbour, unweit der Tempel von Tarxien und des Hypogäum von Ħal-Saflieni auf Malta. Sie sind oberirdisch überwiegend zerstört. Der Bereich bestand ursprünglich aus den Tempelkomplexen I, II und III, die zwischen 3.800 und 2.500 v. Chr. errichtet wurden. Der Kordin III-Tempel wurde in das Nationale Inventar der Kulturgüter der maltesischen Inseln aufgenommen.

## Kordin I
35° 52′ 52,7″ N, 14° 30′ 17,6″ O

Der vermutlich in die Mġarr-Phase datierende Tempel ist sehr schlecht erhalten. Es besteht Unklarheit über seine (eventuell fünflappige) Form, als auch darüber, ob es sich um einen Einzelbau oder die Reste eines Ensembles handelt.

## Kordin II
35° 52′ 52,3″ N, 14° 30′ 22,3″ O

Bei Kordin II handelt es sich um die sehr komplexen Reste von mindestens zwei Tempeln aus der Mġarr-Phase, von denen der westliche siebenlappig gewesen sein könnte. Ihm fehlt allerdings durch Zerstörung der Bereich, in dem die Kopfapsis gelegen haben müsste. Die Reste der übrigen Anlagen erlauben keine eindeutigen Aussagen zur Form, könnten
aber zu zwei weiteren Anlagen gehören.

## Kordin III
35° 52′ 37,4″ N, 14° 30′ 32,6″ O

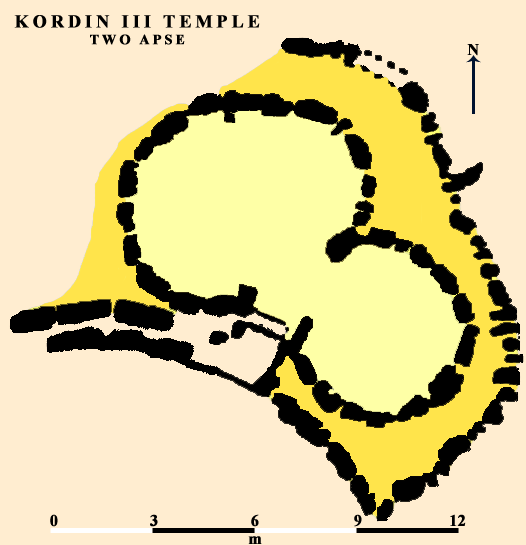
Grundriss von Kordin III

Der trotz eines Bombentreffers im Zweiten Weltkrieg am besten bewahrte Tempelkomplex liegt weiter vom Grand Harbour entfernt in der Nähe von Tarxien. Er wurde ab der Żebbuġ-Phase genutzt.
Die hier zwei- und dreilappigen Steintempel gehören zu den ältesten der Insel. Sie entstanden in der Ġgantija-Phase. Dem älteren dreilappigen Westtempel, wurde ein in der Tempelkultur seltener zweilappiger (ohne Kopfapsis) Osttempel angefügt. In den Umbau zum Doppeltempel wurden die Ummantelung, der nahezu runde Vorplatz und dessen Exedra konzeptionell einbezogen. Ein separater, schlechter erhaltener, vermutlich älterer Tempel (Nordtempel) vervollständigt die Anlage. Der Vorplatz und die Achse des Westtempels weisen noch eine nahezu unbeschädigte Pflasterung auf, was äußerst selten ist. Der Torbau (Eingang) ist durch niedrige Schwellensteine sowohl von der Außenanlage als auch vom Innenbereich separiert. Gleichermaßen sind die ungepflasterten, im linken Bereich noch mit Einbauten versehenen beiden Apsiden und die Kopfnische vom Mittelgang abgesondert. Neben Altären und Mauernischen bildet ein multipler Mörser mit sieben Vertiefungen in einem 2,75 Meter langen Kalksteinblock die Besonderheit dieses Platzes. Kordin III ist von Mauern umgeben und abgeschlossen. Besichtigungen sind nur in offizieller Begleitung möglich.